# StrommoussHeld
StrommoussHeld – polski zespół grający połączenie symfonicznej odmiany black metalu z industrial metalem, muzyką elektroniczną oraz elementami dark wave’u.

## Historia zespołu
StrommoussHeld został założony w 1999 roku. Już na początku swego istnienia przyciągał uwagę krytyków. Gdy w 2003 roku zespół wydał swoją pierwszą studyjną płytę Behind the Curtain, dostała ona wyróżnienie Album miesiąca w kilku europejskich czasopismach metalowych. W tym samym roku grupa zajęła 2. miejsce w ankiecie magazynu Metal Hammer w kategorii Debiut roku.
Zespół brał udział w paru prestiżowych festiwalach muzyki metalowej i gotyckiej, m.in. Metalmanii, Dark Stars czy Castle Party (pierwsze dwa w 2003 roku; ostatni w 2005). W 2004 roku muzyka grupy została wykorzystana do spektaklu teatralnego na podstawie Trainspotting Irvine’a Welsha.
W 2003 roku został nagrany teledysk do utworu D.E.C.E.P.T.I.O.N. z albumu Behind the Curtain przez Green Studio w Krakowie. Jest on dostępny na minialbumie Halfdecadance oraz na oficjalnej stronie zespołu.

## Koncepcja zespołu
W swoich tekstach StrommoussHeld odnosi się krytycznie do ogólnie pojętej rzeczywistości, wyraża zdegustowanie fałszywością ludzi w relacjach ze sobą i innymi oraz ma charakter melancholijny.
Forma tekstów zespołu oparta jest czasem na grze słów języka angielskiego i (co prawdopodobne) nie tylko. Wokalista i autor tekstów – Maels – mówił, że razem z resztą zespołu lubi swego rodzaju zabawy lingwistyczne. Przykładem jest tytuł ostatniego minialbumu, Halfdecadance. Maels zasugerował, że można go odbierać jako połowę dekady (half decade), czyli czas trwania zespołu, w co dodatkowo można wpleść słowo taniec (dance), ale również jako dekadencję (decadence). Dodatkowo, we wkładce do wspomnianej płyty nie znajdują się teksty utworów, ale tłumaczenia i swego rodzaju sugestie jak należy rozumieć słowa klucze, jak określił tytuły utworów Maels. Jak dotąd zespół nie wyjawił znaczenia nazwy zespołu, ale zaznaczył, że ma ona dla członków duże znaczenie.
Warstwa muzyczna różni się zauważalnie na obu albumach, gdyż na Behind the Curtain przeważają elementy black metalu, a na drugim wyraźnie elektroniki. Maels porównując obie płyty powiedział o drugiej: promujemy coś, co jest zupełnie nowe. Rozwijając swoją wypowiedź powiedział, że jest to spowodowane krótszym czasem pomiędzy skomponowaniem utworów a wydaniem płyty niż w przypadku poprzedniej (do tej utwory powstały w 2001 roku, a zostały zarejestrowane w studiu w 2003 roku).
Grupa wykorzystywała w swoich nagraniach komputery klasy PC (od 2000 do 2003 roku), także w trakcie koncertów. Koncerty połączone są z wizualizacjami w wykonaniu obecnego członka zespołu – VJ-a Comankha. Zostały one bardzo pozytywnie odebrane przez publiczność.
Zespół wspomina o swoich zainteresowaniach m.in. poezją Charles’a Baudelaire’a oraz filmami Davida Lyncha, jednak nie uważa ich za swoje inspiracje.

## Wydawcy zespołu
Pierwsze nagrania demo zostały zarejestrowane w domowych studiach i wydane na koszt własny członków grupy. Po wysłaniu ich do różnych wytwórni zespół dostał propozycję od włoskiej Avantgarde Music na wydanie płyty Behind the Curtain, będącej w Polsce na licencji Metal Mind Productions. Z kolei MMP wydało minialbum Halfdecadance. Pod koniec 2005 roku grupa zerwała z polską wytwórnią kontrakt, mimo umowy na wydanie kolejnego albumu i DVD. Na oficjalnej stronie zespołu można przeczytać, że powodem było niesprostanie wymaganiom zespołu w sprawach dotyczących dystrybucji i promocji albumów oraz organizacji koncertów.
Ostatni album zespołu miał być wydany pod koniec 2004 lub na początku 2005 roku, jednak uległo to zmianie z powodu pochłonięcia grupy wydawaniem wspomnianego minialbumu, odejścia perkusisty Feara w 2005 roku i poszukiwania nowego na jego miejsce oraz wspomnianych problemów z wytwórnią Metal Mind Productions.

## Skład zespołu

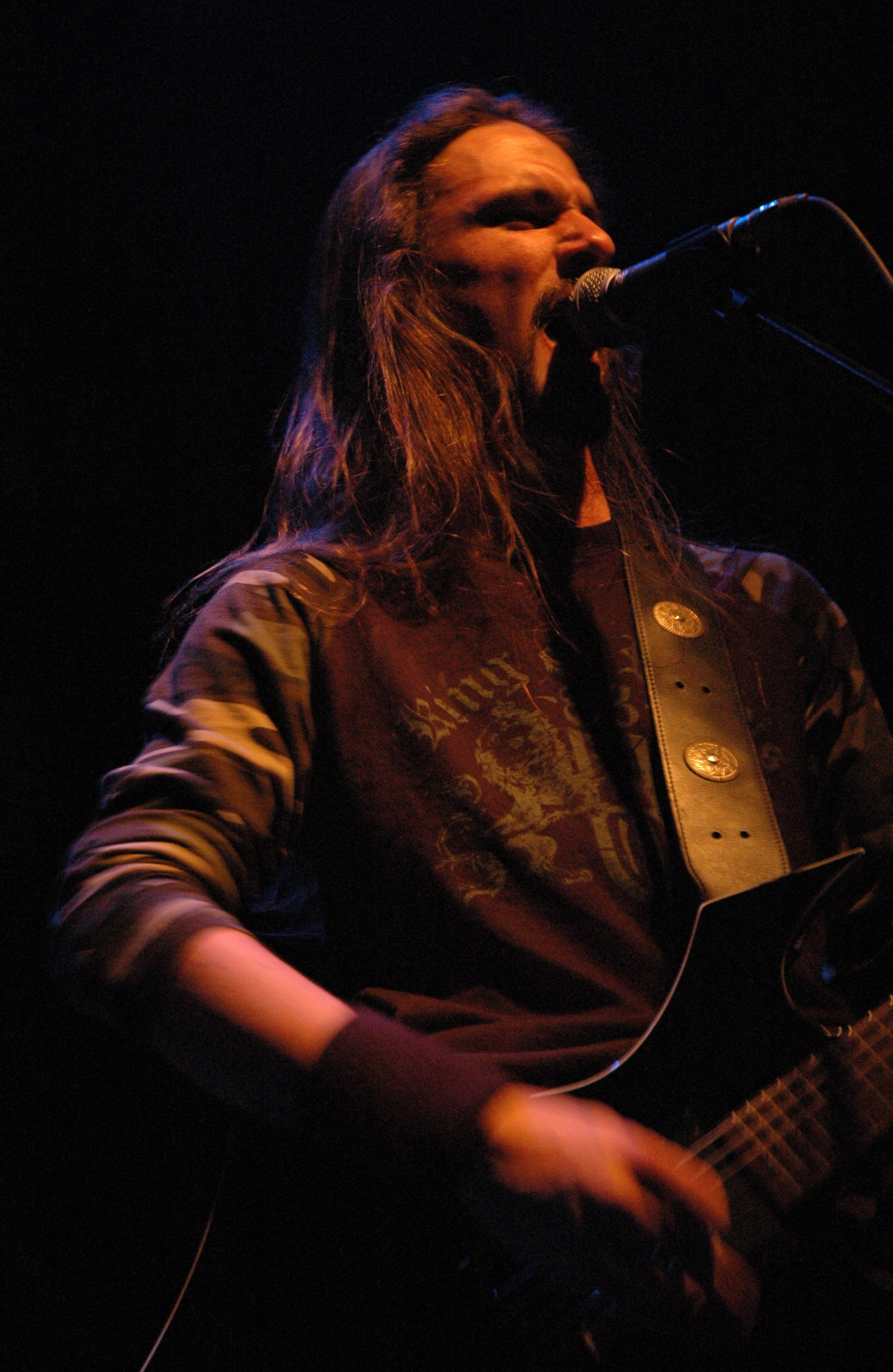
Maels

### Aktualni członkowie
- Maels – śpiew, gitara, elektronika (od 1999)
- L.th – gitara basowa (od 2000)
- VJ Kvass / Comankh – śpiew (od 2004)
- Michael Fomin – perkusja (od 2011)

### Byli członkowie
- Veris – perkusja (2005–2006)
- Norrim – elektronika, samplery (1999–2009)
- Ulv – gitara basowa (1999–2000)
- Fearth – perkusja (2000–2001)
- Fear – perkusja (2003–2005)
- Vorm – gitara (2003)

## Dyskografia
- 1999 Vexilla Regis Prodeunt Inferni... (demo)
- 2000 Being as A Compromise (demo)
- 2001 My Microcosmos (promo CD-R, 1000 egz.)
- 2003 Behind the Curtain
- 2004 Halfdecadance EP
- 2009 Connective Tissue singel